# شهرک پیروزی
شهرک پیروزی، روستایی از توابع بخش مرکزی شهرستان دزفول در استان خوزستان ایران است.
در این شهرک بهترین و مجهز ترین باشگاه بدنسازی بخش مرکزی و شمال خوزستان در حال خدمات دهی به جوانان منطقه می باشد 
این باشگاه با مدیریت استاد محمد سهرابی با بهترین و جدیدترین متدهای علمی در حال فعالیت به جوانان می باشد.

## جمعیت
این روستا در دهستان قبله‌ای قرار دارد و براساس سرشماری مرکز آمار ایران در سال ۱۳۸۵، جمعیت آن ۵۴۱ نفر (۱۰۷خانوار) بوده‌است.